# Conservative Way Forward
Conservative Way Forward est un groupe d'influence actif au sein du Parti conservateur britannique, fondé en 1991. Il cherche à préserver l'héritage de Margaret Thatcher (qui préside le groupe) et à promouvoir les idées qui y sont liées.
Parmi ses membres les plus notables, on trouve Iain Duncan Smith (chef de file du Parti conservateur entre 2001 et 2003), les anciens ministres Norman Tebbit et Cecil Parkinson, ainsi que Gerald Howarth et Alan Duncan (actuellement membres du cabinet fantôme).